# Małgorzata Gosiewska
assinatura
Małgorzata Maria Gosiewska (Gdańsk; 22 de Julho de 1966 — ) é uma política da Polónia. Ela foi eleita para a Sejm em 25 de Setembro de 2005 com 4251 votos em 19 no distrito de Warsaw, candidata pelas listas do partido Prawo i Sprawiedliwość.